# Midnight Ride (dal)
A Midnight Ride Orville Peck dél-afrikai country énekes, Kylie Minogue ausztrál énekes-dalszerző és az amerikai producer Diplo közös dala. A dal 2024. június 7-én jelent meg a Warner kiadásában, mely Peck hamarosan megjelenő Stampede című stúdióalbumának kislemeze.

## Előzmények és megjelenés
2024. június 1-én Minogue felidézte Peck hét hónappal korábban közzétett nyilatkozatát a Twitteren, amely pletykákat váltott ki kettejük között egy lehetséges együttműködésről. Másnap Minogue fellépett az Outloud Music Fesztiválon, és a WeHo Pride-on, ahová meghívta Peck-et és Diplo-t, hogy előadják az új dalt. 
"Kylie volt az első, akit felkértem, hogy szerepeljen a Stampede című albumon, mert pontosan tudtam, hogy milyen varázslatot tudunk együtt létrehozni." – nyilatkozta Peck
A dalt miután előadták a közönségnek, Peck a "Midnight Ride"-ot egy diszkó-country dalnak nevezte el, ötvözve a saját és Minogue elemeit a dalban. Az előadást követően megnőtt a letöltések száma, majd ezt követően megjelent a dal június 7-én.

## Összetétel
A "Midnight Ride" egy country-diszkó dal, melyet Peck, Minogue, Christopher Stracey és Marta Cikojevic írt. A dal producerei Peck és Stracey voltak Diplo és a Picard Brothers mellett. A 3:30 percig futó dal egy síprefrént és egy mechanikus gitár szólót tartalmaz.

## Formátumok és számlista
Digitális letöltés
1. "Midnight Ride" – 3:30

## Slágerlista
| Slágerlista (2024)                     | Legjobb helyezés |
| -------------------------------------- | ---------------- |
| New Zealand Hot Singles (RMNZ)         | 34               |
| Egyesült Királyság (UK Download Chart) | 7                |

## Megjelenések
| Ország    | Dátum           | Formátum                     | Label  | Ref.  |
| --------- | --------------- | ---------------------------- | ------ | ----- |
| Különböző | 2024. június 7. | Digitális letöltés streaming | Warner | [ 7 ] |